# 서광주 나들목
서광주 나들목(W.Gwangju IC)은 광주광역시 북구 매곡동과 운암2동에 걸쳐 있는 호남고속도로의 12번 교차로이다. 광주 시내(북구, 서구 일대)로 진출할 수 있으며, 나들목 남쪽에 광주광역시 문화예술회관, 국립광주박물관, 중외공원, 운암동 시외버스 중간 승하차장이 있다.
경전선 서광주역과는 전혀 다른 곳이며, 이쪽은 한참 남쪽인 서구 매월동에 있다.
광주광역시에서 영남권으로 갈 때 이용되는 나들목이다. 동림 나들목이 신설되기 전에는 광주 이북 지역으로 가는 차량들도 모두 서광주로 진출입했다.

## 연혁
- 1973년 11월 14일: 호남고속도로 전주 ~ 순천 구간 개통과 함께 통행 개시[1]

## 구조물 정보
- 위치: 광주광역시 북구 매곡동, 운암2동
- 한국도로공사 광주지사: 광주광역시 북구 하서로 111 (운암동)

## 접속하는 도로
- 하서로
- 간접 연결 : 국도 제1호선 (북문대로)